# 盛昱

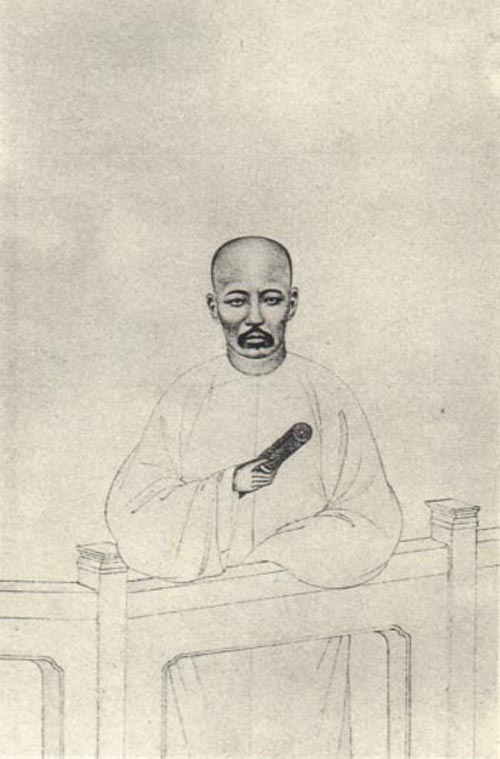
《清代學者象傳》第一集之盛昱像

宗室盛昱（1850年2月24日—1900年1月20日，道光三十年正月十三日巳時－光緒二十五年十二月二十日丑時），字伯希，又字伯熙、伯兮、伯羲、伯韞，號韻蒔，室名意園、鬱華閣、栘林館。清朝遠支宗室鑲白旗第三族。进士出身，清朝政治人物、學者。

## 生平
自幼才資聰穎好學，博覽群書，過目不忘，母親那遜蘭保善於作詩，盛昱受母教育，也嫻熟聲律，十歲時用勤字作詩贈表兄郡王鄂特薩爾巴咱爾。
同治九年（1870年）庚午科順天鄉試第一名舉人。师从正红旗蒙古、道光九年（1829年）己丑科进士文端公倭仁。
光緒二年（1876年）丙子恩科會試第一名會元。
光緒三年（1877年）丁丑科第二甲第十名進士出身。選翰林院庶吉士。
六年（1880年）四月，散館授編修。
任編修後，更加淬礪學問，在各領域都有探究，考訂經學、史學及中外地理輿圖都專精過人，尤其熟稔國家典章制度、文化沿革、人物事蹟，至一名一物都能詳細知悉沿襲改革本末，並以此推論前後朝代、治亂變化的軌跡，說話必有依據而無杜撰，時人佩服其學問精確。
七年（1881年），補詹事府右春坊右中允，遷翰林院侍講。
八年（1882年），朝鮮發生壬午兵變，縱火焚燒日本使館，北洋大臣張樹聲指揮提督吳長慶率軍入朝鮮，逮捕大院君李昰應解送監禁於保定府，盛昱認為應予釋放，奏陳：「李昰應之就獲，多謂出於誘刦，屬國寒心，友邦騰笑，請將諸臣嚴予處分，俾中外知此事非朝廷之本意。」
九年（1883年），轉侍讀，充日講起居注官，擢右春坊右庶子。五月，閩浙總督何璟、浙江巡撫劉秉璋招降台州府亂匪首領金滿，盛昱彈劾何璟等人「長惡養奸」，奏請將金滿及其黨羽分別發配黑龍江、新疆安插墾荒、總督巡撫交吏部從嚴議處。其後，兵部尚書彭玉麟不聽從朝廷命令，盛昱彈劾彭玉麟「自便身圖，不足興仕途之退讓，適啟功臣之驕恣，請促其入都，以尊主權，而勵臣節」，但中央未予進一步處分。浙江按察使陳寶箴，前因河南獄免官，侍講學士張佩綸彈劾陳寶箴「營私干進」，陳寶箴奏疏爭辯指責此事是言官挾持、「聲氣朋比，顛倒恣橫」、恐怕開啟言官作威作福的風氣，盛昱因此再彈劾寶箴：「嘵嘵瀆辯欲朝廷為之罪言官洩私忿，請再交部議」，終使陳寶箴被議處降級調用。盛昱為日講起居注官不到半年，多次上疏論說時政得失，士人稱盛昱正直敢言。工部尚書潘祖蔭等上奏推薦盛昱入直南書房供奉，未得採納，輿論認為可惜。
十年（1884年）轉左庶子。七月二十七日，遷國子監祭酒。
其任國子監時添南學額，萃各直省博雅淹通之士，分經義治事課之，仿宋胡瑗例，士習為之丕變。
當時法國、越南搆兵，中法戰爭爆發，廣西巡撫徐延旭、雲南巡撫唐炯各率兵入越南支援。三月，廣西提督黃桂蘭於諒山戰敗自殺，軍機處以廷寄命令逮捕徐延旭、唐炯回京受審；三月初八日，盛昱上密奏：「逮問兩巡撫而不明降諭旨，二百年來無此政體」，並彈劾軍機大臣用人行政謬誤，孝欽顯皇后因而震怒、罷黜全部軍機大臣（恭親王奕訢、大學士寶鋆、李鴻藻、兵部尚書景廉、工部尚書翁同龢）。另外太后懿旨有機要事務須會同醇親王奕譞商辦，三月十八日，盛昱奏諫：「樞機重任，責成宜專，請收成命以符體制。……醇親王分地綦崇，不當嬰以政務，請收回會同商辦之命」。奏疏遞入後，醇親王不悅，盛昱因接連彈劾罷黜恭親王又忤逆醇親王的心意，軍機大臣忌憚其鯁直而遭排擠，所以盛昱任職祭酒長達五年，卻無法升遷。六月，太后命大臣共同會議中法和戰大局，盛昱奏言：
「敵船入海口，防營轉在口外，何以拒守？利於速戰者一；法援未至，利於速戰者二；兵多糧械不繼，利於速戰者三；法國下議院謂中國怯於戰事，故允籌兵餉，是諱戰而戰事愈不可解，利於速戰者四；法使未下旗返國，近居肘腋，包藏禍心，利於速戰者五；相持日久，教民易為煽惑，利於速戰者六；福州練勇，銳氣可用，久則人心懈弛，利於速戰者七。儻議論不決，彼族生心因利，乘便無所不至，終必至於城下之盟而後已！」
「戰事宜爭先。著馬尾之役，彼先期開礟，傷我水師二千餘人，若再失事機，噬臍何及！」
九月十三日，與李端棻、治麟、潘衍桐聯名上奏：
國子監祭酒臣宗室盛昱、署國子監祭酒臣李端棻、國子監司業臣治麟、國子監司業臣潘衍桐奏，為戰事未獲大勝，和議不能驟開，謹承請問敬獻芻言，恭摺仰祈聖鑒事。
臣等於本月初十日，奉命前赴內閣閱看奉報，恭讀慈訓，許以各抒所見。臣等雖知識淺陋，敢不竭盡愚忱，上副垂詢至意。
竊維法人犯越犯閩犯臺，狡詭萬端，屢以議和誤和戰事，我皇太后、皇上聖謨廣運，折其逆謀，毅然決戰，並諭臣上再賠償。等語。即行治罪，天下萬民孰不欽服。乃臣等於電報中見大學士李鴻章竟不敢私與法人商擬和約，上違明旨下懈眾心，人臣無德之則必誅，李鴻章身受重恩乃忍出此，臣等不勝該愕。細閱其約，林椿所擬本稱姑言不必置議，法廷約內不言兵費而欲質煤閱，而終歸於給銀若干兩，是仍一賠償也。臣等測其意，約意其究極歸於償款而現在利在停戰。法夷政臺守越，兵力日分，深忌滇粵兩軍深入，況甫相基隆立腳未牢，臺灣兵弱民強，彼不懼兵而慎民犯，有數月經營不能運結土人以及築砲臺開煤井等，以停戰愚我。迨議約不成，而彼之根基已定，則我非和不能，非償不能，即我不償而彼竊據全臺，兌棄越南，亦為合算，兇謀之狡，豈可墮其術中。李鴻章專意主和，已成銅過間即發，不值深咎，惟有仰懇皇太后、皇上宸衷獨斷，不允所請，必俟德法夷逐出基隆潮復越境，然後許其轉圜，則此時之戰可奮，將來之和可固。然和局既不能驟開，則戰事必須力求寔際，臣等竊以為今日之深可慮者不在夷，而在諸將，今日之大可者不在兵，而在小民。無應援之師，則皆屬茶著，不制敵之命，則永無了期，輒就愚見敬思補救之方條，上四事，請宸斷速行。
一、嚴軍令。天下之人中材居多，不知感恩猶知畏罪，故軍法進亦死退亦死，惟遲而勝乃不死，我列祖列宗深仁厚澤而獨嚴於軍紀，乾隆西師之興，諸臣亦皆畏葸，迨至殛永常策楞玉保而兆惠出等，是非明，嘗罰公，人思效命，何有強敵。前者唐烱等被逮，黨敏宣等被誅，而王德榜遂有諒山之捷，近日則稍弛矣。令彭玉麟救閩而張之洞、張樹聲留之，令張樹聲援閩而張之洞、彭玉麟留之，朝廷不能強也。潘鼎新安坐龍州不肯出關，朝廷不能強也。岑毓英身膺攻越重任乃欲赴南洋內地，希圖卸肩，朝廷不加責也。法人泊吳淞之船，擱淺於崇明，而曾國荃縱之使去，朝廷不加責也。合南北洋撥船救閩，而李鴻章支吾不行，朝廷不加責也。鮑超奉派數月坐靡餉需，至今抗不起程，朝廷不加責也。臣下縱恣朝廷孤立，念及於此，寔可寒心，倘有申明軍紀，就令船堅於法，炮大於法，兵精於法，餉足於法，猶處於必敗而無疑，況更不如耶。惟有請旨申飭各路統兵大臣將臣等，所指各節悉心發出，不咎既往，但責將來。將來欲攻某處欲援某處，皆予期限，如過期限雖勝必誅，倘復敗退更無論矣。至於事相不一亦斷不能集事。現在軍行自以攻越為攻越之軍，桂為正，滇為奇，桂之將王德榜也，而託病龍州不受潘鼎新調遣，滇之動旅劉永福也，而隔省申訴於張之洞，則岑毓英之不能節制可知矣。應請特簡非湘非淮之親信大臣，監護諸軍，予以便宜行事，滇桂督軍提鎮以下悉歸節制，如違節制，悉準正法，如不成功，則惟該大臣一人是問，庶不致散漫無紀，亦不致延宕不行，必如此而後可一戰。此臣所謂今日之深可憂不在夷而在諸將者，此也。
一、資民力。今日軍務處越為最重，臺為最急，然遠隔重洋，法之耽視不致不休，我之援兵揣不能至，故求保臺不能徒恃外援，必須就臺餉用臺人以練臺兵為第一每義。全臺之兵號稱二萬，臺南、臺北水路縱有阻礙，路陸仍可通行，如果將佐一心一歸調度，兵力何患不敷。無如劉銘傳等將淮人與官不知與紳不和，其所謂兵輩者乃淮軍之輩，非淮，臺兵單也。所謂危者乃劉銘傳之危，非全臺皆危也。查臺灣富饒甲於天下，民情勇悍亦甲於天下，不獨各營之兵可用，本地之民亦可用，儻有公正紳衿一為倡率，不必藉外餉外援即可成一巨鎮，但須稍資軍火耳。以臣等所用有四人等。候選知府陳霞林，居大稻埕，距滬尾不遠，人有俠氣能最駕馭土棍籠絡細民。舉人連日春、潘成清、陳樹藍均有鄉望，為本地所摧服。儻假陳霞林以京銜，而以連日春等補之，裨其廣設團防保衛桑梓，戰患不足守必有餘。又臺地首富推林維源，現為地方官勒索遁匿無縱，若為法人誘去，則臺地一刻不能自存。聞有廈門丙子舉人陳宗超為殉難福山鎮總兵予謚剛勇陳勝元之子，係出忠義，以孝行稱，素維林源所信服，若特降電旨獎勵該舉人，令其隻身附商船到臺尋覓林維源，曉以忠義，並傳諭林維源前受地方官勒索朝廷今始之悉，以平其宿忿，然後勸以新。再指傳諭劉銘傳，嗣後輅與陳霞林之維源等虛衷商辦，不准稍涉矜傲，惟陳霞林與林維源素不相能，亦宜令劉銘傳為之能釋，以林之餉給陳之兵，則等無不清矣。至於勒掯富戶最為弊政，況現有法人煽誘尤不可行，民心一失大局必不可問。臣等聞御史萬培現請勒掯臺、廈富戶，已奉準行，應併請旨收回成以安民心。臣等所謂今日之大臣特不在兵在而小民者，此。
一、設援軍。臺灣內防民團可固，然運軍心通信息非有兵船不可，誠以隔越重洋，非內地也。近奉嚴旨令南北洋撥船赴援，而諸臣飾辭託故，自銅其船擁以為衛，置火局於不顧，殊堪髮指，諸臣玩忽性成，總有百道廷寄，亦必一船不出。為今之計，救全之急亟宜設立輪船水師，派員統帶，專責以應援各口，近功則可以救臺，遠效且可以橫海。此事條奏聞已有人，而旋議罷未能舉行，大率以我船少而不精，不足與泰西抵敵，須折餉足船多器精徐，然後可以成軍，而不知泰西各國舉辦之始，其始原亦無多，迨逾擴愈廣，日習日精，遂次獨擅海利。現在我又各口船隻散布則不足濟事，聚之亦可以有為，先定規模徐圖增益，臣等請先陳聚處之益，次陳分布之害，終陳其措置之方。臺境不連內地等情，夷船以通信息，法果所禁海口，臺灣總足自守，而消息斷絕儼同異域，倘有水師則無此弊，其益一。我之各口備多力分，添兵愈多需餉愈鉅，其勢岌岌不可終日，倘有水師則可以載送陸兵，視敵所向救之，省兵節餉，其益二。敵船犯口水師可以並進，在敵先可資守禦進，在敵後可以夾攻，敵必不敢棄船登岸，其益三。然此皆併處成軍之益也。若以之分防各口，不惟無益而且有害。零星分布，一口數船，船數既少，炮住無多，寡不敵重，必遭其沉燬，其害一。箝之內港轉掉不盡，乘風乘潮因利取勢，敵能而我不能，徒為敵之砲的，其害二。分防各口願欲輔砲臺之不及，而不知船情有船，臺可不堅，臺情有船，臺可不堅，臺情有船，臺可不固，互相倚重即互相推誘，情水防而陸防必形鬆懈，其害三。聚處之利如彼，散處之害如此，則今日輪船水師豈可不專設耶。臣等即現在籌之。南北各洋有十餘船，山東浙江亦皆有可用之船，如北洋之威遠七百五十匹馬力，南洋之開濟二千四百匹馬力，皆不小於法人。法人進攻馬江之時，其船尚小於揚武，揚武不過二百五十匹馬力耳。如抽調北之超揚威威遠，南之開濟澄慶南深南瑞登瀛州，以及浙之超武，山東之泰安，合之可後十船，即可驟清，水師二千人統之於一人，聚之於一人，處平日游弋洋面斷敵接濟，視夷船少則擊之，夷船多則避之，夷船進口則尾追之，彼又何能輕意肆志而泰然占據基隆乎。然非今日即派總統則築室道旁永無成日，惟有請旨即派李鴻章充作總統之任，令其派定翼長晝就規模，先行馳援臺灣，如此援臺則真能援臺矣。現在舉辦或非數日內所能竣事，請督用商船先通臺灣。滬尾基隆斷難進口，且萬里汪洋了無敝陳，敵以遠鏡鏡窺之，快船蹙之，束手待斃而已。惟由南澳廈門繞至後山蘇澳等處登岸，法船總采何能處處防守島嶼，即多瞭望及不，併請密飭南洋大臣即由此道運送軍火，臺民後此勇氣自壯。臣等所謂不設援軍則皆屬著者，此也。
一、制敵命。法人失和以來，徵兵調餉，我所費也者不知凡幾，法所費者不過游弋海面十數船耳，傳教如故也，通商如故也，於彼固無大損，相持不決，年復幸甚，臣等所謂不制敵之命則永無期了者，此也。

以上四條如果決行，不惟於戰事有益，寔可望和局速成。洋人詭詐，端緊一步受一步之益，緩一步受一步之害，應請嚴諭樞臣務當仰體聖謨，不得以和戰混淆致誤大局。抑臣等竊窺近日電旨所授機宜，如程文炳一軍始令救閩既而改赴崇明，又因疆臣之奏穩之他所，該軍僕僕道未免心怨望，併請飭下樞臣凡事慎之始，苟非寔有難行不必改易，以杜疆臣輕量之潮，此又運籌決勝責在樞臣者也。臣等意見相同，合詞覆奏，伏乞皇太后、皇上聖鑒。謹奏。
盛昱言詞雖然激切，朝廷中央無法全部採用。
盛昱為祭酒，與司業治麟重視提昇教育士子的方法，全面整修學舍，增加膏火津貼費用，訂定考核積分、日程，懲罰怠惰者、獎勵專注向學者，改變士子風氣。
十二年（1886年），充東陵隨扈官。
十四年（1888年），充戊子科山東鄉試正考官。
十五年（1889年），引疾奏請告假開缺。
盛昱在家閒居治學，名譽聲望日漸高漲，各省學子來到京師有許多前來拜訪，以能夠見到盛昱的言論風采為榮幸。湖廣總督張之洞非常推重盛昱復任編修，黃紹箕也勸盛昱復出，但盛昱回信給張之洞婉拒：
「昔人之隱，甘貧處賤故其難也，今昱則車服之榮自在，不可謂賤，老屋百楹采地千頃，包衣、僕隸、廩食縣官，不可謂貧，而冒居高尚之美名，國家所以養昱者如此，昱之所以報國家者如此，每一念及食不下咽，此昱之不可不出者一也；先文慤公好言星命，比得昱則大喜謂『此兒為破車之犢』，今則頭童齒豁，百事不就，不孝之罪如何可贖，此昱之不可不出者二也；人臣委贄眾人，遇我則眾人自待，昱以疏屬小臣屢蒙獨對，和戰之機待之而決，此循資平進而至大僚者不可得之數也，今事往時移，每念深思，夢中流涕，故昱之許國，匪直休戚共之，況乎秦人視越人之肥瘠哉，此昱之不可不出者三也。然昱之不可遽出亦有二端：人之為官，官守言責二者而已，周禮師氏、保氏教國子而亦詔王之媺惡，故祭酒一官實兼言責官守，以官守論，昱之初到監也，百事隳壞，肄業諸生強半山東之為供事者假館於南學，昱一舉而驅逐之，考補如額，而都中詫為盛事矣，其加膏火之求戶部與葺學舍之求工部，皆捐棄廉恥，今人之謀進取者廑而後得，彼時猶幸戶部閻（鏡銘）而工部潘（祖蔭）也。監中加照向無照根，昱訝捐監者少，久而知其弊由，胥吏乃分立冊籍以稽核之，一年後所入實多，昱方以為得計，定聖廟供品之需，貼太常寺與其掃除加獎諸生最優者、資送丁憂者與故者，而耽耽者起矣，彼蓋以為昱奪眾人之所入，沽名而市惠也。適典試山東，即以『立乎人之本朝，而道不行，恥也』為三題，明年春遂以病乞歸，今病幸少癒，可以任事，而事又迥異於昔，膏火自若也，學舍自若也，而人異矣，自昱去，積存之款蕩然無存，後來者又不歸公用，昱即再為祭酒，能如前者之任事耶？此官守之必不能盡者也。以言責論莫大乎格君心，而今之用人行政其吾君耶？抑別有主之者也？主者而顯可攻也，主者而隱不可攻也，又莫大乎論宰相，今之宰相何如哉？今之將為宰相者何如哉？攻之而不勝無益也，攻之而勝其將奈何？又莫大乎擊宦寺，宦寺而一可擊，宦寺而二則古所無也，持之以靜而猶恐未免於動，況敢動乎？此言責之必不能盡者也。官守、言責俱不能盡則容默保位而已。以容默保位而負恩何如以優游終歲而負恩？要之，負恩一也，固亦無所軒輊，他日者若能荷戈萬里，自乘一障，當無事時必不為郝靈荃，有事時則身膏原野、馬革裹屍，只此一途可以自逭罪戾而已。嗚呼！昱豈甘肥煖戀妻子之人哉！」
張之洞收到書信後了解情形而慨嘆，不再勉強盛昱復出任官。十六年（1890年）冬季，盛昱感染時疫。
盛昱從此日事丹鉛，澹泊於仕宦，居住講究園亭之勝，泉石竹木布置符合繪畫構圖，徜徉庭園，享清福近十年。
二十三年（1898年）戊戌變法時，盛昱的門生楊銳受光緒帝簡任以四品京堂參預政務，直到孝欽皇后再度訓政，楊銳遭處死，盛昱愛才而不避忌諱，賦《杜鵑行》一首，自注為哀悼楊生。
二十五年十二月二十日（1900年1月20日），卒於家，年五十歲。國子監諸生呈請祭酒王懿榮援明祭酒柯潛故事奏盛昱宜入國史儒林傳，疏入，孝欽皇后曰：「盛昱學問好，然無著述，其入文苑傳。」盛昱無子，以從弟盛昆子善寶為嗣。和堂弟盛昆墓皆在北京朝阳四公坟村。
府邸曰“意园”，有亭林之胜。

## 學術成就
盛昱性格直爽不羈，無貴族氣息，喜歡遊玩山水，淶水縣、蔚州林壑幽邃，每次前往便數月不返家。盛昱與吳縣潘祖蔭、濰縣陳壽祺、即墨縣鄭杲、瑞安縣黃紹箕、福山縣王懿榮、臨清縣徐坊等人友好，與繆荃孫、沈曾植並稱「談故三友」，精通經史輿地以及國家典章制度，擅長考證經史，時常解析疑難至半夜，通宵也無倦容。鄭杲、黃紹箕、王懿榮、徐坊都是一時好學深思的名士，盛昱皆能以禮對待。鄭杲精通左傳，黃紹箕專長尚書，王懿榮善於鑑識古銅器而百無一失，徐坊專攻小學、籀文，各自有著述。盛昱則兼通四人專長，喜好鑑賞與收藏古銅器、五代唐宋名畫、宋版書籍，收藏達一二百種；以轉音考證根據唐代闕特勤碑證明《新唐書》記突厥「純特勒」為「闕特勤」之誤而知名，潘祖蔭曾經評論其為道光咸豐以來罕有其匹的宗室學者。詩風仿宋代蘇軾，其中多半記遊山水。詞僅存送志銳赴任烏里雅蘇臺的作品一首，有姜夔張炎之風。
盛昱的词作《燭影搖紅 梅影》写道：“一縷冰魂，和煙澹到無尋處。幾番相約是黃昏，又怕餘寒誤。冷落江頭千樹。奈相逢、風斜日莫。春愁滿地，淺夢如煙，都無憑據”（载《鬱華閣詞》）。

### 著作
- 《八旗文經》六十卷（編修楊鍾羲輯；宗室盛昱与楊鍾羲在交往中以表兄弟相称，大概因为盛昱的本生祖母或曾祖父肅恭親王永錫之侧福晋均姓杨，但与楊鍾羲家族是否有姻戚关系有待查证）
- 《蒙古世系表》一卷
- 《鬱華閣遺集》四卷（編修楊鍾羲輯，翰林柯劭忞作序）
- 《鬱華閣詩》（又《鬱華閣詞》）一卷
- 《鬱華閣金文》
- 《雪屐尋碑錄》十六卷（楊鍾羲校閱、题名、题签，作传《意园事略》，仓石武四郎跋，辽海书社印行；该书收录北京郊县清代碑文，据《啟功講學錄》）。
- 《闕特勤碑釋文》一卷，跋一卷
- 《重摹阮氏覆宋本石鼓文刻石》
- 《康熙幾暇格物編》
- 《意園文存》一卷
- 《意園文略》二卷（編修楊鍾羲輯）
- 其诗作录入正蓝旗汉军进士胡俊章辑《春明诗课汇选》并为之参校。盛昱在京师参加胡俊章主持的“绚秋诗社”。

## 家族

### 父系
- 七世祖：肅武親王豪格（1609年－1648年），清太宗文皇帝第一子，封和碩肅親王，授靖遠大將軍，革爵幽禁自盡；後追復肅親王，諡武，配饗太廟。
- 六世祖：顯懿親王富綬（1643年－1670年），豪格第四子，襲封和碩親王，改號為和碩顯親王，諡懿。
- 五祖父：顯密親王丹臻（1665年－1702年），富綬第四子，襲封和碩顯親王，諡密。
- 高祖父：追封肅親王成信（1688年－1758年），丹臻第二子，封三等奉國將軍，官至一等侍衛，追封和碩肅親王。
- 曾祖父：肅恭親王永錫（1753年－1821年），成信第五子，襲封和碩肅親王，官至領侍衛內大臣、閱兵大臣、宗人府宗令、鑲紅旗滿洲都統，諡恭。嫡福晋那木都鲁氏，继福晋博尔济吉特氏，侧福晋李氏、赵氏、孙氏、杨氏（存柱之女）。
- 祖父（承繼）：不入八分輔國公敬徵（1785年－1851年），永錫第四子，封不入八分輔國公，官至都統、協辦大學士、戶部尚書，終官工部尚書、副都統銜署正白旗滿洲都統，諡文慤。胞兄肃慎亲王敬敏（系肃忠亲王善耆之曾祖父）。
- 祖父（本生）：不入八分輔國公敬敦（1786年－1824年），永錫第五子，官二等侍衛。嫡妻阿拉善和碩親王旺沁殷巴爾之女，繼妻博羅特氏誠勇公慶林之女，側室楊氏楊明之女。
- 祖母（本生）楊氏，敬敦側室，楊明之女。
- 父：宗室恒恩（字雨亭，1821年－1866年），敬敦第三子，過繼予敬徵為承繼子，道光二十三年舉人，官至左副都御史。
- 子：善宝（堂弟盛昆之子过继为嗣）。

### 母系
- 八世外祖：袞布，喀爾喀蒙古土謝圖汗。
- 七世外祖：西第什哩，袞布第三子，察琿多爾濟之弟，喀爾喀蒙古土謝圖汗部中右旗札薩克多羅貝勒。
- 六世外祖：丹津多爾濟，西第什哩第二子，喀爾喀蒙古土謝圖汗部中右旗札薩克和碩智勇親王。
- 五世外祖：多爾濟塞布騰，丹津多爾濟第一子，封世子，娶和碩和惠公主。
- 五世外祖母：和碩和惠公主，怡賢親王胤祥之第四女。
- 外高祖父：桑齋多爾濟，丹津多爾濟之孫，喀爾喀蒙古土謝圖汗部中右旗札薩克多羅郡王，娶縣君。
- 外高祖母：縣君，慎靖郡王允禧第三女。
- 外曾祖父：雲丹多爾濟，桑齋多爾濟第一子，喀爾喀蒙古土謝圖汗部中右旗札薩克多羅郡王。
- 外祖父：多爾濟萬楚克，喀爾喀蒙古土謝圖汗部二等台吉，官二等侍衛。[6]
- 母：那遜蘭保，博爾濟吉特氏，字莲友，自署喀尔喀女史；恒恩正室，多爾濟萬楚克之女（曾祖父蒙古札薩克多羅郡王桑齋多爾濟），母費莫氏（其父鑲紅旗滿洲寧志，母完顏金樨著有《綠芸軒詩鈔》，祖父恪敏公永保 (清朝)）；嫡堂兄文端公文慶，其妻他塔喇氏，正蓝旗满洲、嘉庆六年（1801年）进士秀堃之女）；胞姊博爾濟吉特氏嫁正黃旗滿洲、山西巡撫蘇完瓜爾佳氏豫山（其父江南提督、二等輕車都尉壯敏公福珠洪阿）。幼年时跟随外祖母完顏金樨学诗。著有《芸香館遺集》2卷（李慈铭序，盛昱跋，同治13年刻本）。她在《题冰雪堂诗稿》诗中写道：“国风周南冠四始，吟咏由来闺阁起。漫言女子贵无才，从古诗人属女子。......夜读清诗刚掩卷，秋高月朗碧空明”。

### 妻、子女
- 妻額爾德特氏。其胞兄鑲黃旗蒙古、四川川東道錫珮（妻赫舍里氏，其父正藍旗滿洲、道光元年翻译举人文勤公英桂），錫璋（妻愛新覺羅氏，其父道光辛丑科進士镶蓝旗宗室載齡；孙女額爾德特氏文繡，末代皇帝溥儀之淑妃）；父恭勤公恆福，胞叔同福（其子同治戊辰科進士錫珍；女額爾德特氏錫婉，嫁鑲紅旗宗室溥楣；孙女額爾德特氏嫁光緒十二年（1886年）丙戌科进士镶红旗宗室吉紳之子存正）；祖父兩江總督勤襄公璧昌，曾祖乾隆辛卯科進士簡勤公和瑛。
- 長子：宗室榮軾（1870年－1876年），早卒。
- 次子：宗室榮旗（1875年－？年），廕生。
- 三子：宗室善寶（1893年－？年），廕生，字寿彝，本生父宗室盛昆；妻博爾濟吉特氏（父正藍旗蒙古、江蘇与河南巡撫寶棻；曾祖嘉慶己卯聯捷進士托渾布，著有《瑞榴軒詩》四卷）。
- 女一愛新覺羅氏，嫁正白旗满洲喜塔腊氏熙魁（父光绪二年（1876年）恩科进士裕德；母尚氏，其父镶蓝旗汉军、鑲白旗与正紅旗護軍統領尚昌懋，堂兄光绪十八年（1892）进士尚其亨）；其女儿奚暢原（继配）嫁阿魯特氏克諴（胞叔镶黄旗满洲、同治四年(1865)乙丑科狀元文節公崇綺）。
- 女二愛新覺羅氏，嫁鑲藍旗滿洲馬佳氏寶康（父漕运总督松椿（馬佳氏）（字峻峰），著有《通鑑類纂》；母喜塔臘氏多敏（字惠如），著有《逸茜阁遗诗》一卷）。

## 延伸阅读
[在维基数据编辑]
 《清史稿/卷444》，出自趙爾巽《清史稿》